# Fono (Samoa)
Das Fono oder offiziell Fono Aoao Faitulafono a Samoa (dt. Gesetzgebende Versammlung von Samoa) ist die Legislative des Unabhängigen Staates Samoa. Die 49 Abgeordneten dieses Einkammernparlaments werden alle fünf Jahre in direkter Wahl aus den 41 Wahlkreisen, den sogenannten faipule bestimmt. Wahlberechtigt sind alle Staatsbürger über 21.
47 der Abgeordneten werden aus den Reihen der lokalen Häuptlinge, den sogenannten Matai gewählt. Zwei weitere Sitze stehen außerhalb dieses Matai-Systems zur Wahl, um die "Samoan citizens descended from non-Samoans" zu vertreten.

## Funktionen
Die Hauptfunktion des Parlamentes ist es Gesetze zu verabschieden. Jeder Abgeordnete kann einen Gesetzesvorschlag einbringen, jedoch ist es der Regierung vorbehalten Gesetzesvorschläge einzubringen, die die öffentlichen Finanzen des Staates betreffen. Um Gesetz zu werden, müssen Vorschläge in Kurzform für die Bevölkerung im Fernsehen oder der Zeitung veröffentlicht werden, bevor sie innerhalb von drei Lesungen als Gesetz verabschiedet werden kann.
Obwohl Samoa Mitglied des Commonwealth ist, ist der König Großbritanniens nicht Staatsoberhaupt Samoas. Das Staatsoberhaupt (samoanisch: O le Ao o le Malo) wird auch als Vorsitzender des Fonos gewählt.

## Privilegien
Ähnlich wie im australischen Parlament besitzen die Mitglieder des Fono keine Immunität. Sie können genauso bestraft werden wie jeder andere samoanische Bürger auch. Sie haben jedoch Indemnität, das heißt, sie können nicht für Dinge, die sie im Parlament selbst gesagt haben, belangt werden.